# Alexie Gilmore

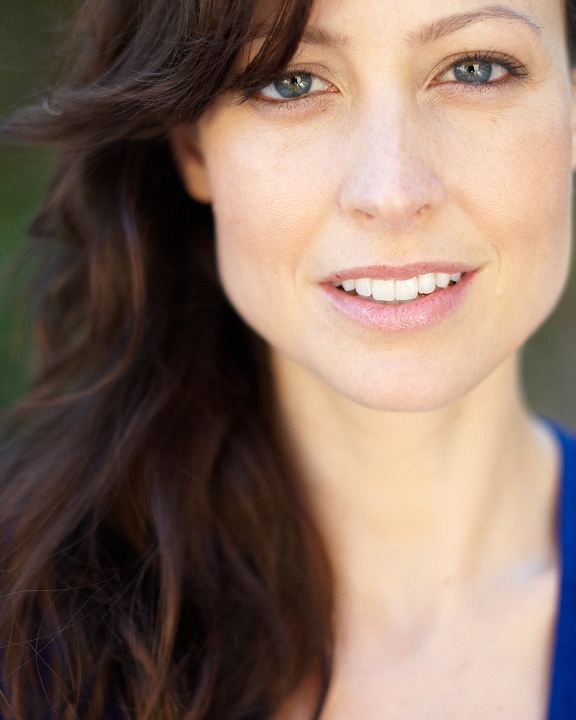
Alexie Gilmore (2009)

Alexie Gilmore (* 1976 in New York City) ist eine US-amerikanische Schauspielerin.

## Leben und Leistungen
Gilmore studierte an einem College in Allentown. Sie debütierte in einer kleinen Nebenrolle in der Komödie Famous aus dem Jahr 2000. Im Liebesfilm Find Love (2006) übernahm sie eine der Hauptrollen – genauso wie im Filmdrama Cosa Bella (2006), in dem sie eine Designerin verkörperte, die eine lesbische Affäre mit einer verheirateten Frau hat.
Die Schauspielerin erhielt im Jahr 2006 den Rising Star Award des Vail Film Festivals. In der Komödie Surfer, Dude (2008) verkörperte sie die Freundin des Surfers Steve Addington (Matthew McConaughey).

## Filmografie (Auswahl)
- 2000: Famous
- 2005: The Anger Eater (Kurzfilm)
- 2005: Nicky’s Game (Kurzfilm)
- 2006: Find Love
- 2006: Cosa Bella (Kurzfilm)
- 2006: Der Teufel trägt Prada (The Devil Wears Prada)
- 2007: I Do & I Don’t
- 2007: Descent
- 2007: The Babysitters
- 2008: Vielleicht, vielleicht auch nicht (Definitely, Maybe)
- 2008: New Amsterdam (Fernsehserie, 8 Folgen)
- 2008: The 27 Club
- 2008: Surfer, Dude
- 2009: World’s Greatest Dad
- 2009: Mercy
- 2010: Burn Notice (Fernsehserie, 1 Folge)
- 2011: Dr. House (House, M. D., Fernsehserie, 1 Folge)
- 2012: Hawaii Five-0 (Fernsehserie, 1 Folge)
- 2012: CSI: Vegas (Fernsehserie, 1 Folge)
- 2012: Fairhaven
- 2012: 2nd Serve
- 2013: 90210 (Fernsehserie, 1 Folge)
- 2014: Believe (Fernsehserie, 1 Folge)
- 2014: Legends (Fernsehserie, 3 Folgen)
- 2014: Person of Interest (Fernsehserie, 1 Folge)
- 2014: Willow Creek
- 2014: Labor Day
- 2015: Maron (Fernsehserie, 1 Folge)
- 2015: The Grinder – Immer im Recht (The Grinder, Fernsehserie, 1 Folge)
- 2015: CSI: Cyber (Fernsehserie, 3 Folgen)
- 2015: Always Woodstock (There’s Always Woodstock)
- 2015: Lopez (Fernsehserie, 3 Folgen)
- 2017: Bones – Die Knochenjägerin (Bones, Fernsehserie, 1 Folge)
- 2017: The Magicians (Fernsehserie, 1 Folge)
- 2017: Espionage Tonight
- 2017: Get Shorty (Fernsehserie, 2 Folgen)
- 2017: The Adventures of Piñata and Skyla (Fernsehserie, 1 Folge)
- 2017: Lethal Weapon (Fernsehserie, 1 Folge)
- 2018: Bobcat Goldthwait’s Misfits & Monsters (Fernsehserie, 1 Folge)
- 2019: Die Abenteuer von Dally & Spanky (Adventures of Dally & Spanky)
- 2019: Bull (Fernsehserie, 1 Folge)
- 2019–2020: Tacoma FD (Fernsehserie, 2 Folgen)
- 2022: Magnum P.I. (Fernsehserie, 1 Folge)